# Nhà công nghiệp

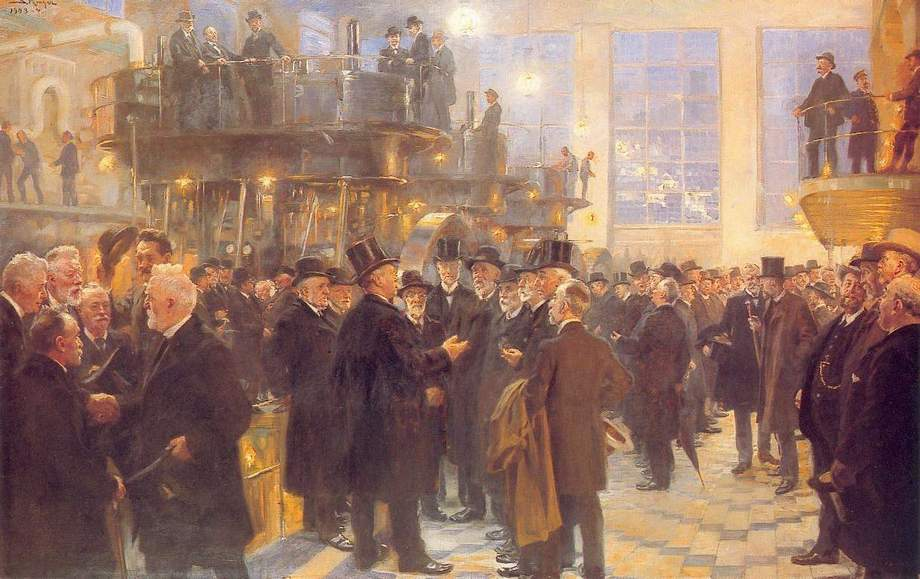
Bức tranh của họa sĩ Peder Severin Krøyer người Đan Mạch có tên Industriens Mænd (Nhà công nghiệp), vẽ năm 1904

Nhà công nghiệp, tùy trường hợp còn được gọi là nhà kỹ nghệ, nhà công nghệ hoặc nhà tư bản công nghiệp là một cá nhân chuyên điều hành hoặc giám sát một hãng công nghiệp tầm cỡ trong một khoảng thời gian, thường là tích lũy khối tài sản đáng kể hoặc nắm quyền lực trong suốt quá trình cũng như có xu hướng trở nên nổi tiếng toàn xã hội liên quan đến lĩnh vực ngành nghề của họ, hoặc thông qua những hoạt động khác như nhân đạo, từ thiện.

## Những nhà công nghiệp nổi tiếng
- Alfred Nobel (Thụy Điển)
- Andrew Carnegie (người Mỹ gốc Scotland)
- Henry Ford (Mỹ)
- Bill Gates (Mỹ)
- Richard Branson (Anh)
- J. Peter Grace (Mỹ)
- Howard Hughes (Mỹ)
- Thomas Rawlinson (Anh)
- John D. Rockefeller (Mỹ)
- Henry H. Rogers (Mỹ)
- Ivan Stedeford (Anh Quốc)
- Lee Kun-hee (Hàn Quốc)